# Province de Djizak
La province de Djizak (en ouzbek : Jizzax viloyati) est une des 12 provinces de l'Ouzbékistan. Sa capitale administrative est la ville de Djizak.
La province s'étend sur 20 500 km2, au centre du pays. Elle est bordée au nord par le Kazakhstan, à l'est par la province de Syr-Daria, au sud par le Tadjikistan et à l'ouest par la province de Samarcande. Par sa superficie, la province est comparable à la Slovénie ou au Salvador.

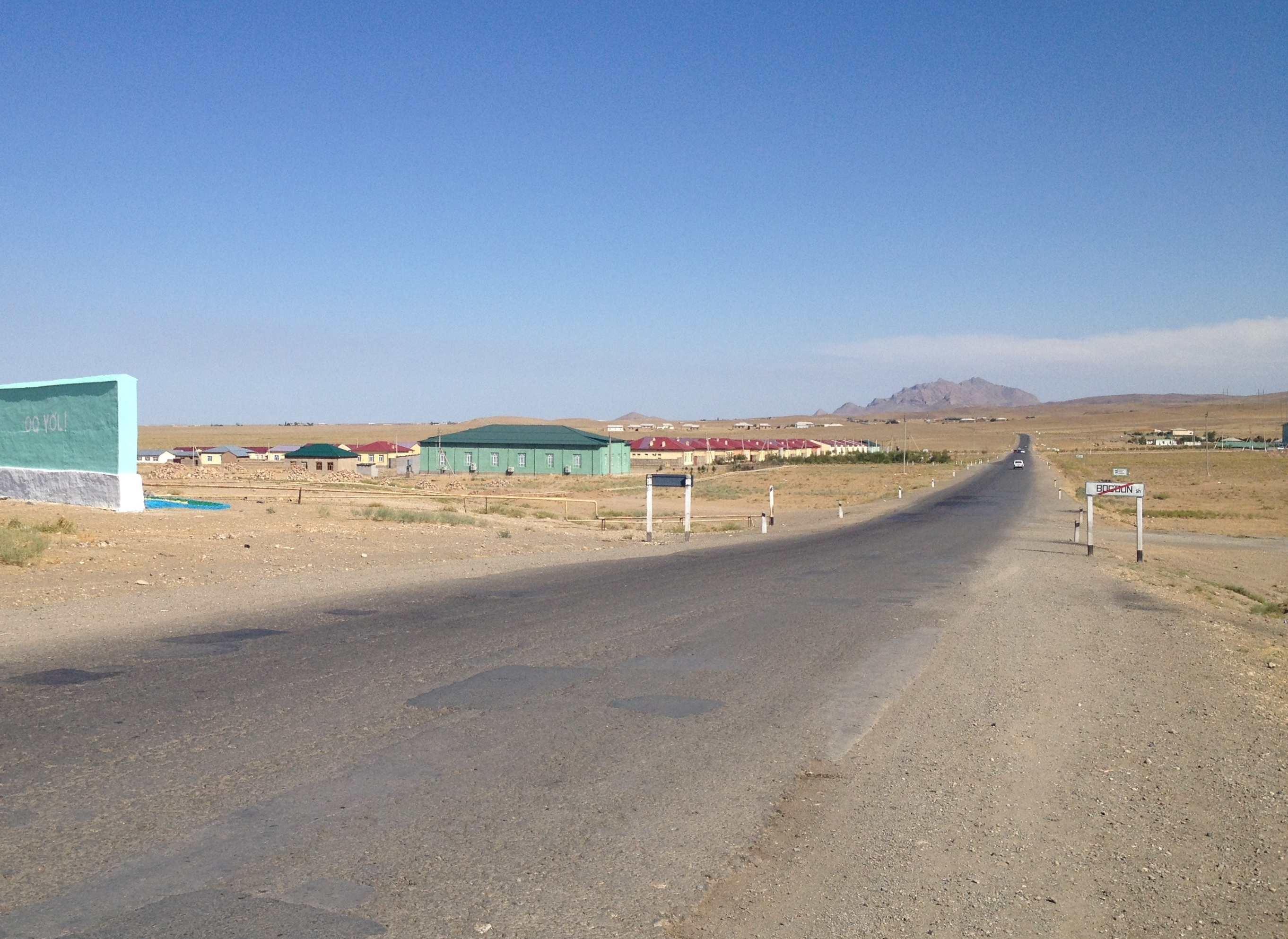
Route près de Yangikishlak

## Population
La population était de 910 500 habitants en 2005 et de 1 139 000 d'habitants en 2008, ce qui représente 4,7 % de la population du pays. Selon ce recensement de 2008, elle est partagée en 70 groupes ethniques (appelés ici nationalités) dont la plus grande partie est ouzbèke, 83,2 %. Ensuite vivent des populations de souche kazakhe 6,2 %, kirghize 2,9 %, tadjike 2,4 %, russe 2 %, tatare 1,8 % et d'autres origines 0,5 %. La densité est de 50 par km2. 69,5 % de la population vit de l'agriculture.

## Villes
Outre Djizak, ses villes sont:
- Dachtobod
- Doustlyk
- Gagarine
- Gallyaaral
- Mardjanboulak
- Pakhtakor

## Dirigeants
| Nom                  | de                | à                 |
| -------------------- | ----------------- | ----------------- |
| Erkin Tursunov       | 4 janvier 1992    | 1996              |
| Alisher Toshkenboyev | 1996              | 25 octobre 1996,  |
| Shavkat Mirziyoyev   | 1996              | 2001              |
| Ubaydulla Yamanqulov | 14 septembre 2001 | Février 2007      |
| Muso Anorboyev       | Février 2007      | 2009              |
| Mahmud Xolboʻtayev   | Mars 2009         | 25 septembre 2009 |
| Sayfiddin Ismoilov   | 14 janvier 2010   | 23 décembre 2016  |
| Ulug‘bek Uzoqov      | 23 décembre 2016  | 2017              |
| Ergash Soliyev       | 30 octobre 2017   | actuel            |